# Pnoepyga pusilla
La ratina pigmea (Pnoepyga pusilla) es una especie de ave paseriforme de la familia Pnoepygidae nativa de Asia.

## Distribución
Se distribuye a través de Bangladés, Bután, Camboya, China, India, Indonesia, Laos, Malasia, Birmania, Nepal, Tailandia y Vietnam.

## Subespecies
Se reconocen 7 subespecies:
- P. p. annamensis Robinson & Kloss, 1919– en el sur de Indochina y el sur de Laos;
- P. p. everetti Rothschild, 1897– en la isla de Flores;
- P. p. harterti Robinson & Kloss, 1918– en la península de Malaca;
- P. p. lepida Salvadori, 1879– en el oeste de Sumatra;
- P. p. pusilla Hodgson, 1845– desde Nepal a Assam, el norte de Birmania, sureste del Tíbet, suroeste de China y el norte de Tailandia;
- P. p. rufa Sharpe, 1882– en la isla de Java;
- P. p. timorensis Mayr, 1944– en la isla de Timor.